# نازی-مائوئیسم
نازی-مائوئیسم یک جنبش و ایدئولوژی سیاسی بود که در حدود سال ۱۹۶۸ میلادی با تشکیل گروهی به نام «مبارزه مردم» در ایتالیا ظهور کرد.
این گروه از دانشجویان دانشگاه ساپینزا رم از نوشته‌ها و نظریه فرانکو فردا الهام گرفتند و از ترکیبی از ایده‌های چپ افراطی و راست افراطی دفاع کردند. به گفته گروه نئوفاشیست «موضع سوم»، نازی-مائوئیسم موضعی «نه سرمایه‌داری و نه کمونیسم، نه سرخ و نه ارتجاعی» داشت. نازی-مائوئیست‌هایی مانند فرانکو فردا می‌خواستند با استفاده از استراتژی چریکی مائوئیست جنگ خلق برای سرنگونی دولت و بورژوازی، «دیکتاتوری فاشیستی پرولتاریا» را تشکیل بدهند.